# Boujemaa Kmiti Stadion
Het Boujemaa Kmiti Stadion is een multifunctioneel stadion in Béja, een stad in Tunesië. 
Het stadion wordt vooral gebruikt voor voetbalwedstrijden, de voetbalclub Olympique Béja maakt gebruik van dit stadion. In het stadion is plaats voor 8.000 toeschouwers. Het stadion is vernoemd naar oud-speler van de club Olympique Béja, Boujemaa Kmiti. Vroeger werd het stadion Stade Olympique de Béja genoemd.